# Sugestopedia
A Sugestopedia, uma junção de "sugestão" e "pedagogia", é um método de ensino usado para o ensino de línguas estrangeiras desenvolvido pelo psiquiatra búlgaro Georgi Lozanov.  Também é conhecida como dessugestopedia.
Desenvolvida pela primeira vez na década de 70, a Sugestopedia utilizava sugestões no ensino de línguas. Em 1978, Lozanov apresentou o método a uma comissão em Paris, na UNESCO. Dois anos depois, em 1980, a UNESCO emitiu um relatório com várias opiniões divergentes a respeito da teoria. Por um lado, reconhecia a Sugestopedia como uma técnica de ensino de línguas para falantes de uma segunda língua, mas por outro lado, o relatório também incluía várias críticas sobre a teoria.

## Prática
A Sugestopedia postula que o espaço físico e a atmosfera da sala de aula são fatores vitais para garantir que "os alunos se sintam confortáveis e confiantes". Ela também promove várias técnicas, como arte e música, no ensino de línguas. A pedagogia da Sugestopedia consiste em três etapas: decifração, sessão de concertos e elaboração.
Decifração: nesta etapa, o professor apresenta a seus alunos alguns conteúdos em forma escrita ou falada. Na maioria dos materiais, o texto em língua estrangeira ocupa a metade esquerda da página com uma tradução à direita.
Sessão de concertos: esta etapa consiste em concertos ativos e passivos. Nos ativos, o professor lê o texto em uma velocidade normal, enquanto seus alunos acompanham. Nos concertos passivos, os alunos relaxam e escutam o professor lendo o texto. Nessa sessão, música barroca é tocada ao fundo.
Elaboração: os alunos expressam o que aprenderam através de atuações, canções e jogos.
Uma quarta etapa, a produção, às vezes, também é usada.
Produção: os alunos falam espontaneamente e interagem na língua-alvo sem interrupção ou correção.

## Professores na Sugestopedia
A Sugestopedia postula que os professores não devem agir de forma diretiva. Por exemplo, os professores devem agir como colegas dos seus alunos, participando das atividades, tais como jogos e canções, de maneira "natural" e "genuína". Lozanov postula que os professores devem ser conhecedores na "comunicação do espírito de amor e respeito pela humanidade dos outros, a maneira específica e humanitária de aplicar suas 'técnicas' ".

## Sugestopedia para crianças
A pedagogia da Sugestopedia para aprendizes adultos inclui sessões sem movimento, e outras técnicas que Lozanov afirma serem eficazes para adultos. Ele postula que crianças têm cérebros que são mais delicados que os dos adultos, e que outra abordagem deve ser aplicada a elas. As aulas de Sugestopedia para crianças são mais curtas para mantê-las longe das sugestões pedagógicas negativas da sociedade.

## Assertivas
Como uma pseudociência, afirma-se que a Sugestopedia oferece melhores habilidades intelectuais e saúde para os aprendizes. Lozanov alega que a consequência da Sugestopedia não é só no ensino de línguas, mas também na ocorrência de efeitos favoráveis à saúde, às relações sociais e psicológicas e ao sucesso subsequente em outras disciplinas.

## Críticas
A Sugestopedia foi chamada de "pseudociência". Como resposta, Lozanov alegou que a Sugestopedia não pode ser comparada a um placebo, já que considerava placebos eficazes. Outro ponto de vista das críticas é apresentado por Baur, o qual alega que na Sugestopedia, os alunos recebem input apenas na escuta, na leitura e nas emoções geradas na música de fundo, enquanto outros fatores importantes da aquisição de línguas são negligenciados. Várias outras características do método – como adquirir a língua de forma "não-consciente", ou levar o aprendiz a um estado infantil – são questionadas pelos críticos. Lukesch também alega que a Sugestopedia não tem respaldo científico suficiente e que é criticada por psicólogos por ser baseada em pseudociência.

## Variações posteriores
A Sugestopedia gerou quatro ramficações principais. A primeira – ainda chamada de Sugestopedia, e desenvolvida no Leste Europeu – usava técnicas diferentes daquelas da versão original de Lozanov. As outras três são chamadas de Superaprendizagem, Suggestive Accelerated Learning and Teaching SALT (Aprendizagem e Ensino Sugestivo-Acelerativo), e Psychopädie. A Superaprendizagem e a SALT são da América do Norte, enquanto Psychopädie foi desenvolvida na Alemanha Ocidental. Mesmo que as quatro sejam levemente diferentes da Sugestopedia original e entre si, elas ainda dividem os traços comuns de música, relaxamento e sugestão.

## Links externos
- Felix, Uschi (1989). An Investigation of the Effects of Music, Relaxation and Suggestion in Second Language Acquisition in Schools (PhD thesis). [S.l.]: Flinders University, Adelaide. Consultado em 12 de janeiro de 2012. Cópia arquivada em 20 de janeiro de 2012